# Harry Gregson-Williams
Harry Gregson-Williams (* 13. prosince 1961) britský skladatel, dirigent a hudební producent nominovaný na cenu Zlatý glóbus a cenu Grammy.

## Život
Po získání vzdělání na Guildhallské škole hudby a herectví, se živil jako učitel hudby ve škole v Asembury, později také v Egyptě. V Londýně se Gregson-Williams seznámil se Stanley Myersem . S ním působil jako dirigent a pomáhal aranžovat hudbu do několika filmů. Později se za pomoci jeho bratra Ruperta a hlavně Hanse Zimmera ve skládání hudby výrazně zdokonalil a společně s ostatními skladateli v Remote Control Productions (později. Media Ventures) komponoval hudbu do dalších filmů. V současnosti již není členem Media Ventures, ale má vlastní studio zvané Wavecrest Music. Je stálým skladatelem pro režiséry jako je Tony Scott, Joel Schumacher nebo Andrew Adamson.

## Působení
Mezi jeho nejslavnější kusy patří soundtracky Mravenec Z, Slepičí úlet, Shrek (společně s Johnem Powellem), Shrek 2, Spy Game, Království nebeské, a konečně X-Men Origins: Wolverine, Letopisy Narnie: Lev, čarodějnice a skříň. Za tento soundtrack byl Gregson-Williams v roce 2005 dokonce nominován na cenu Zlatý glóbus.
Psal také slavné soundtracky na hry na PlayStation 2 – Metal Gear Solid 2 a 3. Společně s mladým skladatelem Stephenem Bartonym složil Harry Gregson-Williams soundtrack ke na slavné střílečce Call of Duty 4: Modern Warfare. Dále, společně s Japoncem Nabuko Toda, napsal hudbu ke hře Metal Gear Solid 4: Guns of the Patriots.

## Filmografie (jen kinofilmy)
| 1993 - White Angel 1995 - Hotel Paradise 1996 - Skála ( s Hansem Zimmerem a Nickem Glennie-Smithem ) - The Whole Wide World 1997 - Pidilidi - Lhář - Stopy ve sněhu / Cit slečny Smilly pro sníh (s Hansem Zimmerem) 1998 - Nepřítel státu (s Trevorem Rabinem) - Mravenec Z (s Johnem Powellem) - Armagedon (s Trevorem Rabinem) - Střelci na útěku 1999 - Zákony Džungle - Zápas - Whatever Happened to Harold Smith? 2000 - Slepičí úlet (s Johnem Powellem) - King of the Jungle - Tygrův příběh - Magický Marciáno 2001 - Shrek (s Johnem Powellem) - Spy Kids: Špioni v akci 2002 - Telefonní budka - Spy Game - Vášnivost | 2003 - Sindibád: Legenda sedmi moří - Vítejte v džungli - Veronica Guerin 2004 - Team America: Světovej policajt - Shrek 2 - Muž v ohni - Bridget Jonesová: S rozumem v koncích - Return to Sender 2005 - Letopisy Narnie: Lev, čarodějnice a skříň - Království nebeské - Domino 2006 - Déjà Vu - Spláchnutej - Seraphim Falls 2007 - Gone, Baby, Gone - Shrek třetí - 23 / Číslo 23 2008 - Letopisy Narnie: Princ Kaspian 2009 - Únos vlaku 1 2 3 - X-Men Origins: Wolverine 2010 - Princ z Persie: Písky času - Shrek: Zvonec a konec - Město 2011 - Kovbojové a vetřelci 2012 - Prometheus |